# Hrvatska radiotelevizija
Pour les articles homonymes, voir HRT.
Hrvatska radiotelevizija en français : « Radio-télévision croate »[style à revoir], abrégé en HRT, est la société de radio-télévision publique de Croatie créée le 15 mai 1926. La compagnie exploite plusieurs chaînes de télévision et stations de radio, une entité de production musicale (Glazbena proizvodnja) ainsi que le réseau national de diffusion par émetteurs et par satellite.

## Histoire
L'entreprise est créée le 15 mai 1926 avec le lancement de la radio, avant de lancer la télévision trente ans plus tard jour pour jour, le 15 mai 1956. D'abord diffuseur de la République socialiste de Croatie et appartenant à la radio-télévision centrale de Yougoslavie, Jugoslovenska Radio-Televizija, elle prend son nom actuel en 1990 puis se détache de la JRT en 1991 à la suite de la déclaration d'indépendance de la Croatie. HRT est membre de l'Union européenne de radio-télévision depuis 1993, statut lui permettant notamment de retransmettre le Concours Eurovision de la chanson en Croatie et d'y participer depuis la même année.